# Ruido (película de 2005)
Ruido es el segundo largometraje del director uruguayo Marcelo Bertalmío. Rodado en Uruguay en el 2004, el film muestra la historia de Basilio en un viaje por descubrir cuál es el sentido del ser, de una manera cómica e inteligente. Su autor define la película como «una comedia existencialista para metaleros». Ganadora del Premio del Público en la Seminci de Valladolid 2005), ha participado en más de 20 festivales en todo el mundo, incluyendo los de Mar del Plata, Guadalajara, Chicago, Los Ángeles, Lleida, Tübingen (Alemania), Santiago de Chile, Vancouver, Toronto, Río de Janeiro, Biarritz, Oslo, El Cairo y Melbourne.

## Sinopsis
Basilio es muy buena gente. Tal vez demasiado buena, pues todos se aprovechan de él. Su esposa lo abandona, sus amigos lo ridiculizan, y es tanta su tristeza que ha decidido suicidarse. Pero justo en el momento en que llevaría a cabo su acto fatalista, recibe una llamada a un celular que no es el suyo. A partir de entonces su vida cambiará hasta encontrar el verdadero valor de la amistad y el sentido de vivir. Las ocurrencias de Irene, la misión de Vera y la labor de Méndez —que da título a la película— harán cambiar la forma de ser y pensar de Basi.

## Elenco
- Basilio: Jorge Visca
- Méndez: Jorge Bazzano
- Irene: Maiana Olazábal
- Vera: Lucía Carlevari
- Carla: Eva Santolaria
- Enric: Fermí Casado
- Edgar: Josep Linuesa
- Patricio: Miquel Sitjar
- Eduardo: Javier Baliosian